# Dagny Skarseth
Dagny Skarseth (ca. 1874 – Christiania, 15 augustus 1928) was een Noorse operazangeres.
Dagny Hermana Sofie Ohlsen werd geboren binnen het gezin van Carl Olaus Ohlsen en Josephine Ohlsen Bernts. Het is daarbij niet exact bekend wanneer ze geboren is, de gegevens van de burgerlijke stand variëren van 1873 tot 1 oktober 1875.  
Ze trad op in het Nationaltheatret in Oslo (1901-1905) waaronder in Peer Gynt van Henrik Ibsen. Ook zong ze in de Kunglige Operan in Stockholm. 
Enkele rollen:
- Mignon in Mignon van Ambroise Thomas met Carl Hagman en Jens Berntsen
- gravin in Le nozze di Figaro
- Donna Elvira in Don Giovanni
- Violetta in La traviata
- Musette in La bohème van Puccini (1915)
- Tosca
- Den skjønne Helene (La belle Helene) van Jacques Offenbach (1919, samen met Kirsten Flagstad)
- Hanna Glawan in Den glade enke